# ریخته‌گری اسکوئیز
ریخته‌گری اسکوئیز (به انگلیسی: Squeeze Casting) (ریختگری کوبشی) ترکیبی از ریخته‌گری (به انگلیسی: Casting) و آهنگری (به انگلیسی: Forging) است. این فرایند می‌تواند بیشترین خواص مکانیکی قابل دستیابی در یک روش ریخته‌گری را در پی داشته باشد. رشد این روش به افزایش شگرف امکان ساخت قطعات آلیاژی آلومینیم انجامید. این فرایند هنگامی آغاز می‌شود که مذاب فلز در نیمهٔ پایینی قالب از پیش گرم شد ریخته می‌شود. درست زمانی که فلز شروع به انجماد می‌کند، نیمهٔ بالایی قالب که متحرک است، حرکت کرده و پایین می‌آید و فشار لازم را در حین روند جامدسازی وارد می‌کند. فشار وارد شده در این فرایند از فشار اعمال شده در فرایند آهنگری کمتر است. فشار بالا و تماس نزدیک مذاب با سطح قالب کمترین تخلخل را نتیجه می‌دهد و خواص مکانیکی را افزایش می‌دهد. این فرایند برای فلزات آهنی و غیرآهنی قابل استفاده است. این تکنیک برای ریخته‌گری تقویت‌شده با الیاف بسیار مناسب است.

## تاریخچه
این فرایند برای نخستین بار، در سال ۱۹۶۰ در آمریکا معرفی شد و از آن هنگام مقبولیتی گسترده یافته است.

## مواد مورد استفاده
- آلیاژهای فلزات غیرآهنی‌ای مثل آلومینیم، منیزیم و مس می‌توانند به این روش ریخته‌گری شوند.[۲]

## تفاوت با دایکست
ریخته‌گری اسکوئیز فرایندی است که به منظور ساخت قطعاتی با کمترین حفرات و تخلخل‌ها و هم‌چنین کاملترین ساختار طراحی شده است. تفاوت کلیدی این روش ریخته‌گری با دایکست در طراحی مسیرها، سرعت تزریق و افزایش فشار است. از آنجا که بخش زیادی از تخلخل‌های ایجاد شده به علت آشفتگی جریان مذاب تزریقی از یک مسیر باریک به حفرهٔ دایکست می‌باشد، ریخته‌گری اسکوئیز با ایجاد مسیرهای ورودی بزرگتر یک رژیم جریان آرام یا لایه‌ای (به انگلیسی: laminar) از ایجاد این تخلخل‌ها پیشگیری می‌کند.

## مراحل فرایند
فلز مایع وارد قالب باز می‌شود، درست مثل دایکست. سپس سرپیچ‌ها بسته می‌شوند. در مراحل نهایی بسته¬ شدن، ماده در قسمت‌های بالای قالب جای‌گذاری می‌شود. در این فرایند نیاز چندانی به سیال بودن فلز مایع نیست. زیرا جابجایی‌ها اندک هستند؛ بنابراین همان آلیاژهایی که در آهنگری، با سیالیت اندک مورد استفاده قرار می‌گیرند، در این روش ریخته‌گری هم به کار می‌آیند.

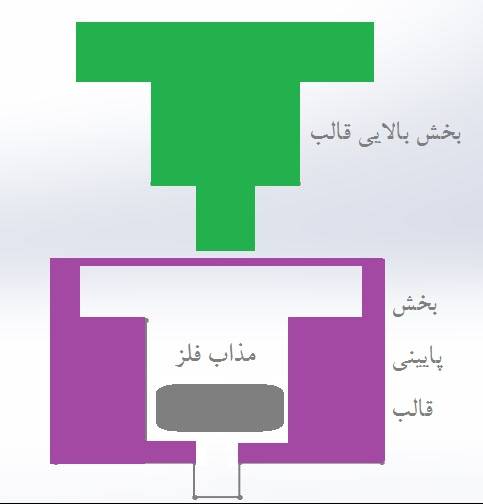
نسبت قرارگیری بخش‌های بالایی و پایینی قالب و مذاب

## انواع ریخته‌گری اسکوئیز (کوبشی)
ریخته‌گری و شکل‌دهی با این فرایند به دو روش انجام می‌شود:
- مستقیم (آهنگری فلز مذاب)
این روش در تجهیزاتی انجام می‌شود که شبیه به عملیات آهنگری است. فلز مایع در بخش پایینی قالب ریخته می‌شود. قطعهٔ بالایی که شامل یک پرس هیدرولیکی است به قطعهٔ پایینی نزدیک می‌شود. فشار بسیار بالایی حدود ۱۰۰ مگاپاسکال یا بیشتر به کل حفره وارد می‌شود تا فرایند جامدسازی تکمیل شود.
- غیرمستقیم
این فرایند شباهت زیادی به دایکست دارد و در تجهیزاتی مشابه تجهیزات ریخته‌گری دایکست انجام می‌شود. این تجهیزات می‌توانند عمودی یا افقی باشند. مذاب که عملیات پاکسازی و تصحیح دانه روی آن انجام شده است، به بازوی تزریق مذاب، به صورت افقی یا عمودی، با توجه به طراحی مکانیزم، ریخته¬ می‌شود. مذاب سپس از طریق مسیرهای بزرگ وارد قالب می‌شود. مذاب سپس در حفرهٔ قالب تحت فشار شروع به انجماد می‌کند، فشار اعمالی در محدوده‌ی ۵۵ تا ۳۰۰ مگاپاسکال قرار دارد.[۱]

## کاربردهای ریخته‌گری اسکوئیز (کوبشی)
این فرایند، روشی آسان و اقتصادی است که به طور گسترده در صنعت ساخت زانویی‌های هدایتگر به جلو استفاده می‌شود، هم چنین در ساخت شاسی‌ها و قاب‌ها، بست‌ها و گره‌ها.
- این روش ریخته‌گری مناسب‌ترین روش برای ساخت قطعاتی از جنس آلیاژهای سبک و در تعداد بالا است.
- قطعاتی که دارای حفرات داخلی هستند را می‌توان با این روش و با استفاده از ماهیچه-های مناسب ایجاد کرد. این مقوله هم دربارهٔ آلیاژهای آهنی و هم غیرآهنی صادق است.
- برای ساخت پروانه‌های موتور قایق که به ظرفیت بالا احتیاج دارند، از این روش ریخته-گری استفاده می‌شود.
[۵]
- این روش ریخته‌گری در صنعت ساخت قطعات آلومینیمی و فلزات، بدنهٔ نرم آهنی پوستهٔ خمپاره‌انداز و چرخ دنده‌های مخروطی فولادی موفقیت گستردهٔ اقتصادی پیدا کرده است.
- چرخ‌های آلومینیمی و پیستون خودروها و چرخ دنده هاب برنجی یا برنزی
- در مقایسه با ریخته‌گری دایکست، ریخته‌گری اسکوئیز، فرایند مناسب‌تری برای ریخته‌گری قطعات ضخیم منیزیمی است.[۶]

## ویژگی‌های ریخته‌گری اسکوئیز (کوبشی)
- به آهنگری فلز مایع هم معروف است.
- فرایندی نزدیک به تکمیلی است، یعنی نیازی به ماشین‌کاری ندارد.
- ترکیبی از ریخته‌گری و آهنگری است.
- در زمینهٔ استفاده از مادهٔ خام از اقتصادی‌ترین و ساده‌ترین روش‌ها است.
- بیشترین خواص مکانیکی در یک محصول ریخته‌گری شده را دارد.
- به علت فشار بالای اعمالی، حفرات ناشی از گازهای خروجی و نفوذ بسیار کمتر از سایر روش‌های ریخته‌گری است.
- نرخ سرمایش می‌تواند با افزایش فشار اعمالی حین انجماد افزایش یابد، بدین علت که تماس بین قالب و ماده افزایش می‌یابد، نتیجه آن است که ساختار درشت‌دانه تشکیل می‌شود.[۲]

## پارامترهای ریخته‌گری
- دما: این مسئله به نوع آلیاژ و هندسهٔ قطعه بستگی دارد. دمای آغازین معمولاً بین ۶ تا ۵۵ درجهٔ سانتی‌گراد تا بالای دمای ذوب است.
- محدودهٔ فشار: مقداری است عموماً از ۵۰ تا ۱۴۰ مگاپاسکال
- روان‌کاری: برای آلیاژهای آلومینیم، منیزیم و مس افشاندن مقداری از گرافیت کلوئیدی بر روی قالب داغ به عنوان روان‌کار مناسب است.[۲]

## مزایا
- در مقایسه با سایر روش‌های تولید، این روش ریخته‌گری محدودهٔ وسیع تری از اشکال و جنس‌ها را در بر می‌گیرد.
- عدم نیاز یا نیاز اندک به ماشین‌کاری پس از انجام ریخته‌گری
- تخلخل اندک
- بافت ساختاری مناسب
- ریزساختار درشت و مقاومت و استحکام بالا
- بدون هدررفت ماده، استفادهٔ صددرصدی

## معایب
- قیمت بالا به علت پیچیدگی تجهیزات
- نداشتن انعطاف، از آن جهت که تجهیزات منحصر به مادهٔ موردنظر است.
- فرایند باید به دقت کنترل شود، این مطلب سرعت چرخه را کاهش می‌دهد و هزینهٔ فرایند افزایش می‌یابد.[۲]
- در صورت رخ دادن واکنش زودرس، مثلاً با ورود هوا ممکن است پس از ورود مذاب به حباب قطعه دچار شکست و مردود شود.[۵]

## نکاتی دربارهٔ ریخته‌گری اسکوئیز (کوبشی)
- این روش ریخته‌گری می‌تواند با بخش بالایی قالبی که دارد حفرات لازمه را ایجاد کند.
- قالب با یک ماده‌ای که ویژگی انتشار دارد پوشش‌دهی شده است. عموماً این پوشش از جنس گرافیت است.[۲]